# Old Bailey
Pour les articles homonymes, voir Bailey.

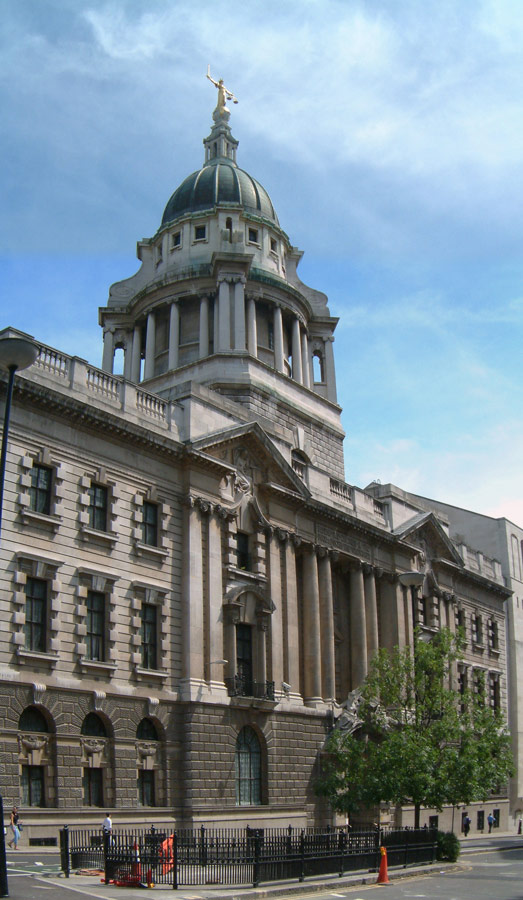
Immeuble abritant l’Old Bailey.

Old Bailey (bailey désignant le mur d'enceinte d'un château, la partie occidentale du mur romain de l'antique Londinium passait déjà à cet endroit) est la Cour centrale de la Couronne britannique (Haute Cour criminelle). Elle traite les principaux cas criminels du Grand Londres et, exceptionnellement, d'autres régions d'Angleterre [pourquoi ?] [réf. nécessaire]. 
Elle se trouve entre Holborn Circus (en) et la cathédrale Saint-Paul, sur le site médiéval de la prison de Newgate, non loin de celui de la porte homonyme, à l'angle de Newgate Street et de l'artère homonyme d’Old Bailey.

## Bâtiment et histoire

Un procès vers 1808

Le tribunal médiéval initial était situé le long du rempart occidental de la Cité de Londres, mais a été détruit par le grand incendie de 1666. Il fut reconstruit en 1674, avec une cour ouverte pour résister à la propagation des maladies. En 1734 la façade fut transformée, refermant la cour et réduisant l'influence du public, ce qui mena à des épidémies de typhus, notamment en 1750 ou soixante personnes moururent, y compris le lord-maire et deux juges. Il fut de nouveau reconstruit en 1774 et une nouvelle salle d'audience y fut ajoutée en 1824. En 1834 le tribunal fut rebaptisé Cour criminelle centrale et sa juridiction fut élargie.
La Cour était à l'origine uniquement compétente pour les crimes commis à Londres, mais, en 1856, le dégoût de l'opinion publique face aux accusations de meurtre et d'empoisonnement portées contre le docteur William Palmer fit craindre qu'il ne pourrait pas bénéficier d'un procès équitable dans son Staffordshire natal. Le Central Criminal Cour Act fut voté en 1856 pour permettre à son procès de se tenir à Old Bailey. [réf. nécessaire] 
Le bâtiment actuel a été inauguré officiellement par Édouard VII le 27 février 1907. Il a été conçu par Edward William Mountford et construit sur l'emplacement de l'infâme prison de Newgate, qui ferma définitivement 1902 et fut démolie deux ans plus tard, pour permettre la construction du tribunal. Il est inscrit au fronton de l'entrée principale : "Defend the Children of the Poor & Punish the Wrongdoer" (Défends les enfants du Malheureux et punis le Malfaiteur), citation du 4e verset du psaume 72 (71).

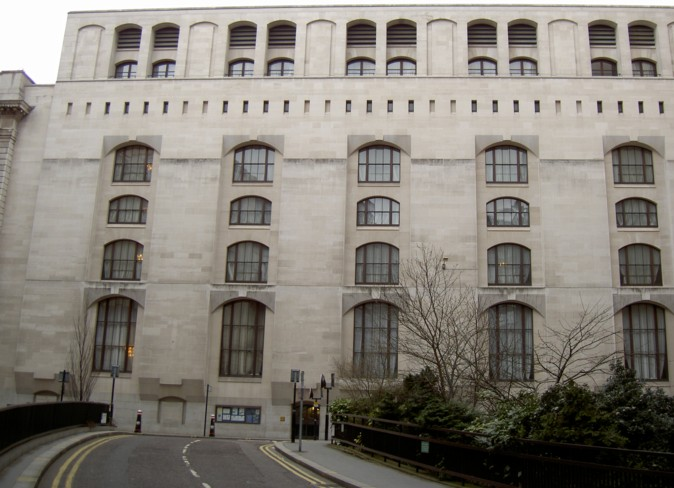
Aile sud

Sur le dôme couronnant le tribunal se tient une statue personnifiant la Justice du sculpteur britannique F. W. Pomeroy. Elle tient un glaive dans sa main droite et une balance dans sa main gauche. La statue est communément censée représenter la Justice Aveugle [réf. nécessaire], avec les yeux couverts d'un bandeau [réf. nécessaire], mais elle n'a en fait aucun bandeau sur les yeux.
Pendant le Blitz, Old Bailey fut bombardée et gravement endommagée, mais des restaurations conséquentes lui ont permis de retrouver son aspect au début des années 1950. En 1952, le Grand Hall restauré de la Cour criminelle centrale fut de nouveau ouvert. De 1968 à 1972, la nouvelle aile sud fut ajoutée, conçue par les architectes Donald McMorran et George Whitby, composée de tribunaux plus modernes [réf. souhaitée]. La fameuse entrée d'Old Bailey, si reconnaissable, n'est plus utilisée depuis l'attentat de l'IRA du 8 mars 1973. [réf. souhaitée] L'accès se fait maintenant au bas de la rue par un petit bâtiment sécurisé. [réf. souhaitée]

## Magistrats
Quand on s'adresse à un juge d'Old Bailey on l'appelle exceptionnellement « my Lord », ou « my Lady », quelle que soit son importance hiérarchique. Le lord-maire de Londres et les conseillers municipaux de la Cité de Londres sont habilités à siéger pendant les audiences mais n'ont pas de rôle actif. [réf. souhaitée]
Le doyen des juges de la Cour criminelle centrale a le titre de Recorder of London (en), et son adjoint celui de Common Serjeant of London (en). L'actuel Recorder est « son Honneur le Juge Peter Beaumont » qui a été désigné en décembre 2004, après la mort de son prédécesseur, « son Honneur le Juge Michael Hyam ». L'actuel Common Serjeant est « son Honneur le Juge Brian Barker ».
La fonction de Recorder of London ne doit pas être confondue avec celle de Recorder (en), qui est le nom donné aux avocats siégeant ponctuellement en tant que juges à la Cour de la Couronne [pourquoi ?] [réf. nécessaire]. Un nombre limité des plus éminents avocats criminels siègent en tant que recorder à la Cour criminelle centrale. [pourquoi ?] [réf. nécessaire]
Rose Heilbron est première femme juge à siéger à l'Old Bailey le 4 janvier 1972.

## Dans la culture populaire
- Dans le livre Le Conte de deux cités de Charles Dickens, Old Bailey est le nom du tribunal où est jugé Charles Darnay pour trahison.
- Dans le roman Jeux de guerre (Patriot Games) et le film du même nom, le terroriste Sean Miller est jugé à Old Bailey.
- Old Bailey est le premier bâtiment détruit par V dans la bande dessinée V pour Vendetta et dans son adaptation cinématographique, le film V pour Vendetta, au son de l'ouverture 1812 de Tchaïkovski.
- La série télévisée Rumpole of the Bailey met en scène un avocat travaillant à Old Bailey.
- Dans la chanson Botany Bay de la comédie musicale Little Jack Sheppard de Henry Pottinger Stephens et William Yardley, le premier couplet fait référence à Old Bailey. Cette chanson raconte l'histoire d'un groupe de prisonniers britanniques exilés dans les colonies pénitentiaires australiennes.
- Dans la série télévisée britannique Les Condamnées (Bad Girls), le procès en révision de Nicky Wade se tient à Old Bailey, où sa condamnation pour meurtre est cassée.
- Dans la pièce de théâtre L'Opéra de Quat'sous écrite par Bertolt Brecht, Mackie le Surineur, « le plus grand bandit de tout Londres », est enfermé dans les cachots d'Old Bailey le 22 juin 1897.
- Dans le roman policier La Mystérieuse Affaire de Styles d'Agatha Christie, John Cavendish est jugé à Old Bailey (chapitre 11).
- Dans La mort s'invite à Pemberley, le dernier roman de P. D. James, paru en 2011, le procès de George Wickham, soupçonné du meurtre de son ami, le lieutenant Denny, commence le 22 mars 1804 à Old Bailey (Livre V, « Le procès »).
- Dans le sketch : L'Inquisition espagnole:  "No one expects the Spanish Inquisition", les Monty Python déguisés en Inquisiteurs se ruent vers Old Bailey
- Dans le livre de George Orwell 1984, la deuxième partie du livre le Vieux Bailey apparait dans le cadre d'une chanson. On imagine que le bâtiment a été détruit par la guerre ou fortement endommagé. Orwell écrit son livre entre 1949 et 1950, le contexte était alors marqué par une ville de Londres quasi détruite par les bombardements allemands.
- Dans le film Justice League sorti en 2017, une des premières scènes se passe dans le Old Bailey ; on voit également des images extérieures du bâtiment dont le porche et la statue de la justice.